# Senta Feriòla
Senta Fereòla (en francès Sainte-Féréole) és un municipi francès situat al departament de la Corresa i a la regió de la Nova Aquitània.

## Demografia
| 1962                                       | 1968  | 1975  | 1982  | 1990  | 1999  | 2007  |
| ------------------------------------------ | ----- | ----- | ----- | ----- | ----- | ----- |
| 1.410                                      | 1.302 | 1.303 | 1.449 | 1.568 | 1.604 | 1.733 |
| Des de 1962: població sense dobles comptes |       |       |       |       |       |       |

## Administració
| Període | Identitat     | Partit |
| ------- | ------------- | ------ |
| 2001-   | Henri Soulier |        |

## Personatges relacionats
La família de Jacques Chirac n'és originària.